# Oreobates remotus
Oreobates remotus es una especie de anfibio anuro de la familia Craugastoridae.

## Distribución geográfica
Esta especie es endémica de Minas Gerais en Brasil. Se encuentra en Januária en el parque nacional de Cavernas do Peruaçu.

## Publicación original
- Teixeira, Amaro, Recoder, de Sena & Rodrigues, 2012: A relict new species of Oreobates (Anura, Strabomantidae) from the seasonally dry tropical forests of Minas Gerais, Brazil, and its implication to the biogeography of the genus and that of South American Dry Forests. Zootaxa, n.º 3158, p. 37-52.[3]